# 白山神社 (湖南市)

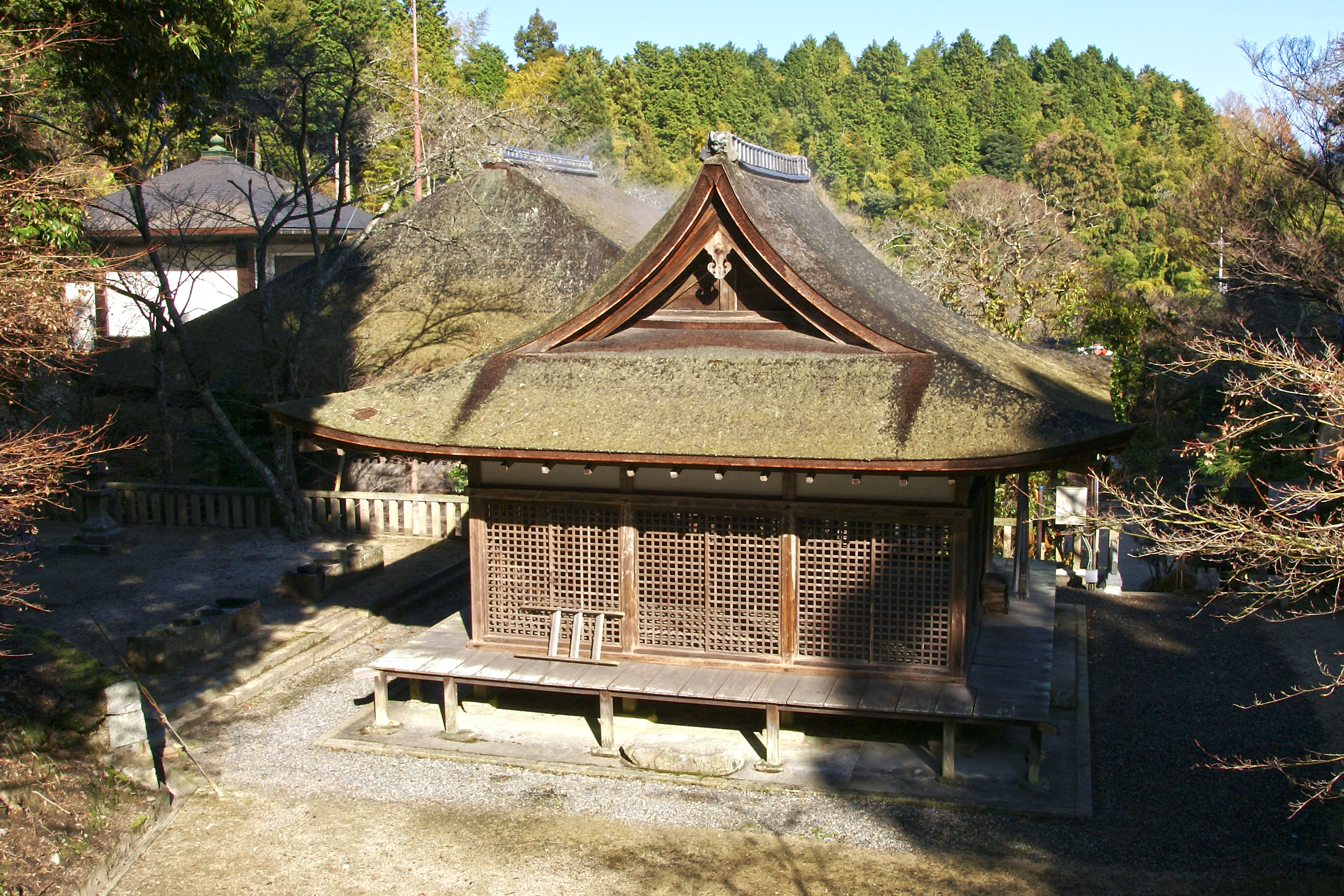
拝殿（重要文化財）

白山神社（はくさんじんじゃ、しらやまじんじゃ）は、滋賀県湖南市東寺にある神社。旧社格は村社。

## 歴史
長寿寺の鎮守社として、奈良時代に建立された。
明治時代の神仏分離によって長寿寺から独立したが、当社は長寿寺の境内の中にあり、社殿は長寿寺本堂の南に隣接している。その後、村社に列せられた。
境内の南一帯はホコバの森になっている。社殿の南の高台には長寿寺の三重塔跡が残る。

## 祭神
- 主祭神 - 白山比咩神

## 境内
- 本殿
- 拝殿（重要文化財） - 室町時代後期の建築。入母屋造妻入り、桧皮葺、正面三間、側面三間。正面三間は方柱の間に格子戸を備える。
- 神庫

## 文化財

### 重要文化財
- 拝殿 - 1959年（昭和34年）6月7日指定。

### 滋賀県指定有形文化財
- 板絵三十六歌仙扁額 8面 - 永享8年（1436年）の銘がある。

## アクセス
- JR草津線石部駅から湖南市コミュニティバスで長寿寺停留所下車、徒歩2分。
- 同駅から車で8分。

## 周辺情報
- 長寿寺（隣接）
- じゅらくの里（徒歩5分）
- 常楽寺（徒歩18分）
- 石部宿場の里、東海道石部宿歴史民俗資料館、臥龍の森（森林浴の森100選）（バス8分）
- 吉御子神社